# Lionel Richie
Pour les articles homonymes, voir Richie.
Lionel Richie né le 20 juin 1949 à Tuskegee, en Alabama, est un chanteur, musicien et acteur américain.
Il a connu la célébrité dans les années 1970 en tant qu'auteur-compositeur et co-chanteur principal du groupe Commodores du label Motown ; écrivant et enregistrant les succès Easy, Sail On, Three Times a Lady et Still, avec le groupe avant son départ. En 1980, il a écrit et produit le single numéro un du classement Billboard Hot 100 des États-Unis, Lady (en) pour Kenny Rogers.
En 1981, Richie a écrit et produit le single Endless Love, qu'il a enregistré en duo avec Diana Ross ; il reste parmi les 20 meilleures ventes de singles de tous les temps et le plus grand succès de la carrière des deux artistes. En 1982, il lance officiellement sa carrière solo avec l'album Lionel Richie, qui s'est vendu à plus de quatre millions d'exemplaires et a engendré les singles You Are, My Love, et le single numéro un Truly.
Le deuxième album de Richie, Can't Slow Down (1983), a atteint la première place du classement Billboard 200 aux États-Unis et s'est vendu à plus de 20 millions d'exemplaires dans le monde, devenant l'un des albums les plus vendus de tous les temps ; et a engendré les singles numéro un All Night Long (All Night) et Hello. Il a ensuite co-écrit le single caritatif de 1985 We Are the World avec Michael Jackson, qui s'est vendu à plus de 20 millions d'exemplaires. Son troisième album, Dancing on the Ceiling (1986), a engendré le single numéro un Say You, Say Me (tiré du film de 1985 Soleil de nuit) et le titre éponyme qui a atteint la 2e place. De 1986 à 1996, Richie a fait une pause dans l'enregistrement ; depuis lors, il a sorti sept albums studio. Il a rejoint le concours de chant American Idol en tant que juge, à partir de sa seizième saison.
Au cours de sa carrière solo, Richie est devenu l'un des plus grands chanteurs de ballades des années 1980 et a vendu plus de 100 millions de disques dans le monde, faisant de lui l'un des artistes les plus vendus de tous les temps. Il a remporté quatre Grammy Awards, dont la chanson de l'année pour We Are the World et l'album de l'année pour Can't Slow Down. Endless Love a été nommée pour un Oscar ; tandis que Say You, Say Me a remporté à la fois l'Oscar et le Golden Globe de la meilleure chanson originale en 1986. En 2016, Richie a reçu la plus haute distinction du Songwriters Hall of Fame, le prix Johnny Mercer. En 2022, il a reçu le Prix Gershwin de la chanson populaire de la Library of Congress; ainsi que le American Music Awards Icon Award. Il a également été intronisé au Black Music & Entertainment Walk of Fame (en) et au Rock and Roll Hall of Fame en 2022.

## Biographie

### Début avec les Commodores
Les débuts de Lionel Richie se font avec Commodores (Milan Williams, Ronald LaPread, William King Jr, Thomas McClary et Walter « Clyde » Orange), un groupe qu'il fonde avec ses copains d'université. Le nom du groupe fut trouvé par hasard dans le dictionnaire. Le groupe se fait connaître et obtient, lors d'une audition en 1971, l'occasion de faire partie des concerts des Jackson Five. Richie signe des succès auprès des Commodores comme l'instrumental funky Machine Gun en 1974, Brick House en 1977, Easy en 1977, Three Times a Lady en 1978, Still en 1979. D'ailleurs la ballade Easy connaîtra de nouveau le haut des charts avec une reprise surprenante du groupe rock Faith No More en 1993.

### Une carrière solo fulgurante et internationale (années 1980)

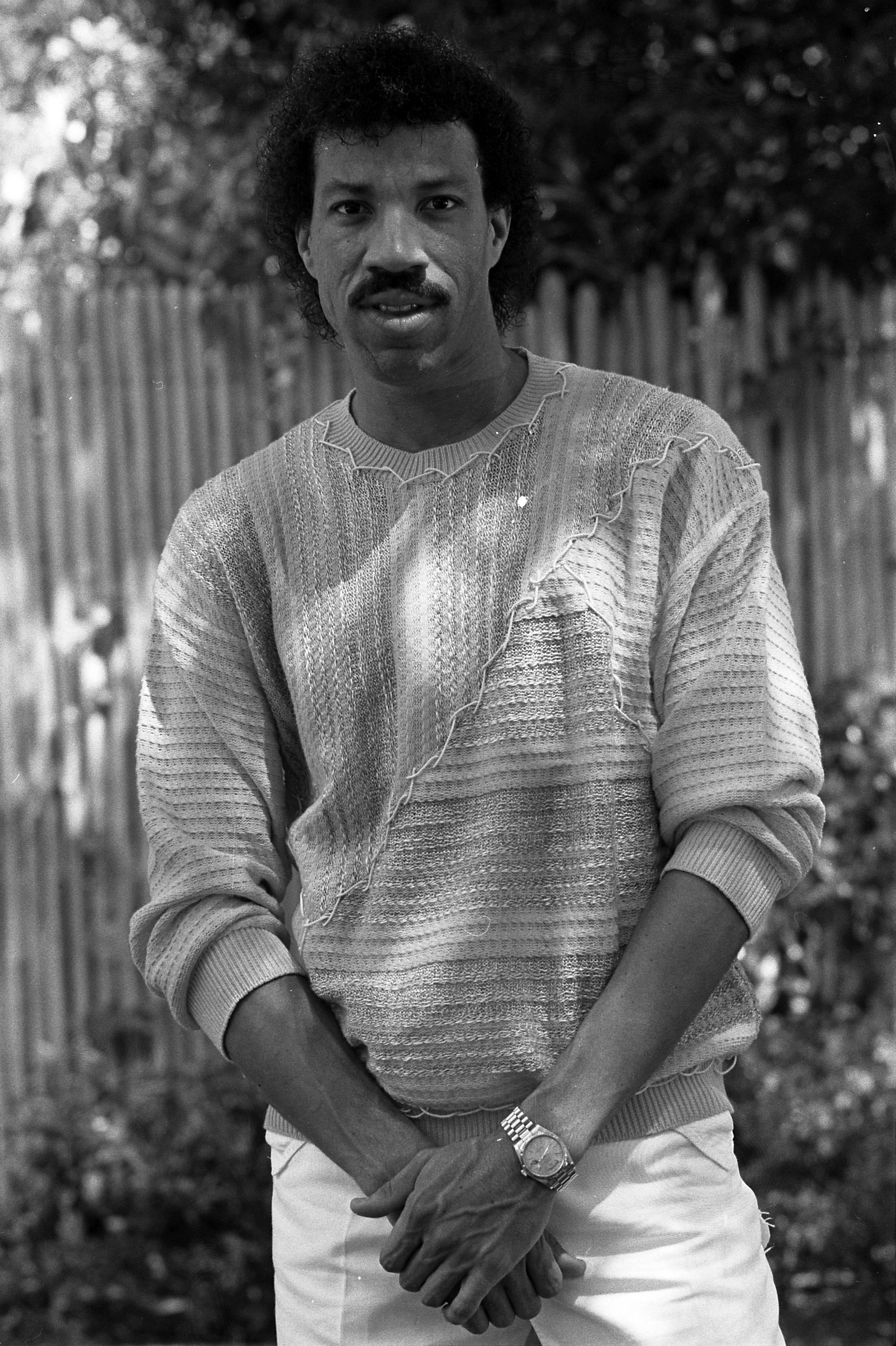
Lionel Richie en 1984.

Les médias s'intéressant de plus en plus à Richie, en 1980, il commence une carrière solo. Il écrit et produit pour Kenny Rogers le tube Lady, gros succès de la fin de l'année 1980 et du début de 1981. Cette année son duo avec Diana Ross Endless Love (BO du film du même nom) reste en tête des ventes neuf semaines de suite, un record à l'époque.
Son album Lionel Richie (1982) caracole en tête des ventes avec notamment les tubes planétaires You Are, Truly et My Love. Il obtient même un disque de diamant avec plus de 10 millions d'albums vendus. Can't Slow Down élève Richie au rang de superstar. L'album Can't Slow Down est à l'instar de Thriller de Michael Jackson ou de Let's Dance de David Bowie, l'un des grands gagnants de l'année 1983. Les tubes et les récompenses pleuvent pour Lionel Richie, et ce pendant 2 ans. Avec le tubesque All Night Long (All Night) titre no 1 dans le monde, qui suivra un chapelet de hits : Penny Lover, Running with the Night avec un long clip (tel un court métrage musical) de Bob Giraldi, la ballade Hello classée no 1 au Billboard Hot 100 et la vie promotionnelle de l'album Can't Slow Down prendra fin avec un autre slow Stuck on You en 1984. Des hits accompagnés de vidéoclips qui contribueront à la popularité mondiale du chanteur.
Lors des Jeux olympiques de Los Angeles en 1984, les organisateurs ont annoncé un invité surprise pour la cérémonie de clôture. Beaucoup ont pensé à Michael Jackson, mais c'est Lionel Richie qui fit le spectacle avec All Night Long devant plus de 2,3 milliards de téléspectateurs par le monde.
En 1985, il coécrit avec Michael Jackson We Are the World, quadruple disque de platine et rapporte des millions de dollars au bénéfice de la lutte contre la famine en Afrique.
La même année, il compose Say You, Say Me, cette chanson sera incluse dans la bande originale du film White Nights, réalisé par Taylor Hackford avec notamment Mikhail Baryshnikov, Gregory Hines, Helen Mirren et Isabella Rossellini sorti en France sous le titre Soleil de nuit, le 22 janvier 1986. Elle sera distinguée par l'Oscar de la meilleure chanson originale de film 1986.
Durant l'été 1986, il sort l'album Dancing on the Ceiling un succès mondial, avec le clip vidéo du même nom voyant Lionel Richie, ses musiciens et ses danseurs danser sur un plafond d'un appartement. En France, Dancing on the Ceiling fait son entrée dans le Top 50 le 18 octobre 1986 à la 46e place, restant 6 semaines dans les 50 meilleures ventes. Aux États-Unis, c'est un tube, il est classé no 2 dans les charts américains. En 1987, l'ex-leader des Commodores sort Ballerina Girl, un clip moins spectaculaire et plus modeste que Dancing on the Ceiling, un vidéo clip racontant la séance d'un cours de danse classique d'une petite fille avec Lionel au piano. Cette jolie ballade connaîtra en France un succès pendant le printemps 1987, il sera classé à la 18e place du Top 50 avec un total de 14 semaines de présence. Un peu plus tard dans la même année 1987, il sort Se La encore un autre tube, avec une rythmique cool et imparable. À la fin des années 1980, le natif de Tuskegee, a aligné des albums de qualité, des tubes qui deviendront des classiques et des clips populaires qui l'installeront parmi les artistes incontournables et respectés internationalement.
Son palmarès de récompenses est impressionnant : dix American Music Awards, six People's Choice Awards et un Golden Globe Award.

### Pause et une reprise moins importante (depuis 1990)
Après ses trois albums, Lionel Richie épuisé par un programme surchargé décide de s'arrêter, de prendre du recul vis-à-vis de son métier, pour lui et pour son père gravement malade, Lionel Sr., qui décédera en 1990. Il revient discrètement en 1992 avec l'album compilation Back to Front avec un nouveau titre Do It to Me, un tube supplémentaire et planétaire, le premier de la décennie 90. En France, Do It to Me sera très bien accueilli avec une entrée dans le Top 10 des singles les plus vendus en atteignant la 6e place.
En 1990, Richie et sa première femme adoptent une fille de neuf ans Nicole Escovedo, plus connue désormais sous le nom de Nicole Richie. Il s'agit de la fille de Peter Escovedo, frère de Sheila E., et d'une femme dont on saura qu'elle fut l'assistante de Richie pendant sa tournée mondiale des années 1980. Nicole vivait déjà avec les Richie depuis l'âge de deux ans. Elle fit une apparition dans les médias avec sa comparse Paris Hilton dans l'émission de télé-réalité The Simple Life. Michael Jackson était son parrain.
En 1996, Richie fait un autre come-back avec l'album Louder Than Words, suivi par Time en 1998. Ces deux albums rencontrent un succès mitigé.
En 2000, il revient avec Renaissance, qui rencontre notamment le succès en Europe et dont le premier extrait Angel a été nommé pour le Grammy Award du meilleur enregistrement dance. En 2001, le concert de Londres donne lieu à l'album Encore chez Island Records. En 2004, son album Just for You, malgré une promotion importante à la télévision et à la radio, n'atteint que la 47e place dans les charts américains.
Le 12 septembre 2006 sort son huitième album Coming Home, incluant comme premier single I Call It Love, produit par les producteurs à succès du moment Stargate. Il est devenu la même année, le parrain officiel de Star Academy 6e édition diffusée sur TF1. Lionel Richie clôt la cérémonie des NRJ Music Awards 2007 par une prestation avec le MC Nemesis et le DJ Bob Sinclar.
Le 7 juillet 2009, il chante Jesus is Love lors de la cérémonie en mémoire de Michael Jackson, au Staples Center de Los Angeles. L'année suivante, en 2010, il reprend avec plusieurs artistes la chanson écrite par Michael Jackson et lui-même : We Are the World pour aider les rescapés du tremblement de terre à Haïti.
En 2012, il fait partie des quatre coaches du nouveau télé-crochet d'ABC, Duets (en) au côté notamment de Kelly Clarkson. Finalement il décide de ne pas participer au programme. Il est donc remplacé par John Legend. L'année 2012 est aussi la sortie de son 10e album (réalisé le 5 mars) Tuskegee, un album de duos et de reprises de ses plus grands succès avec, entre autres, Kenny Rogers (Lady (en)), Willie Nelson et Shania Twain.

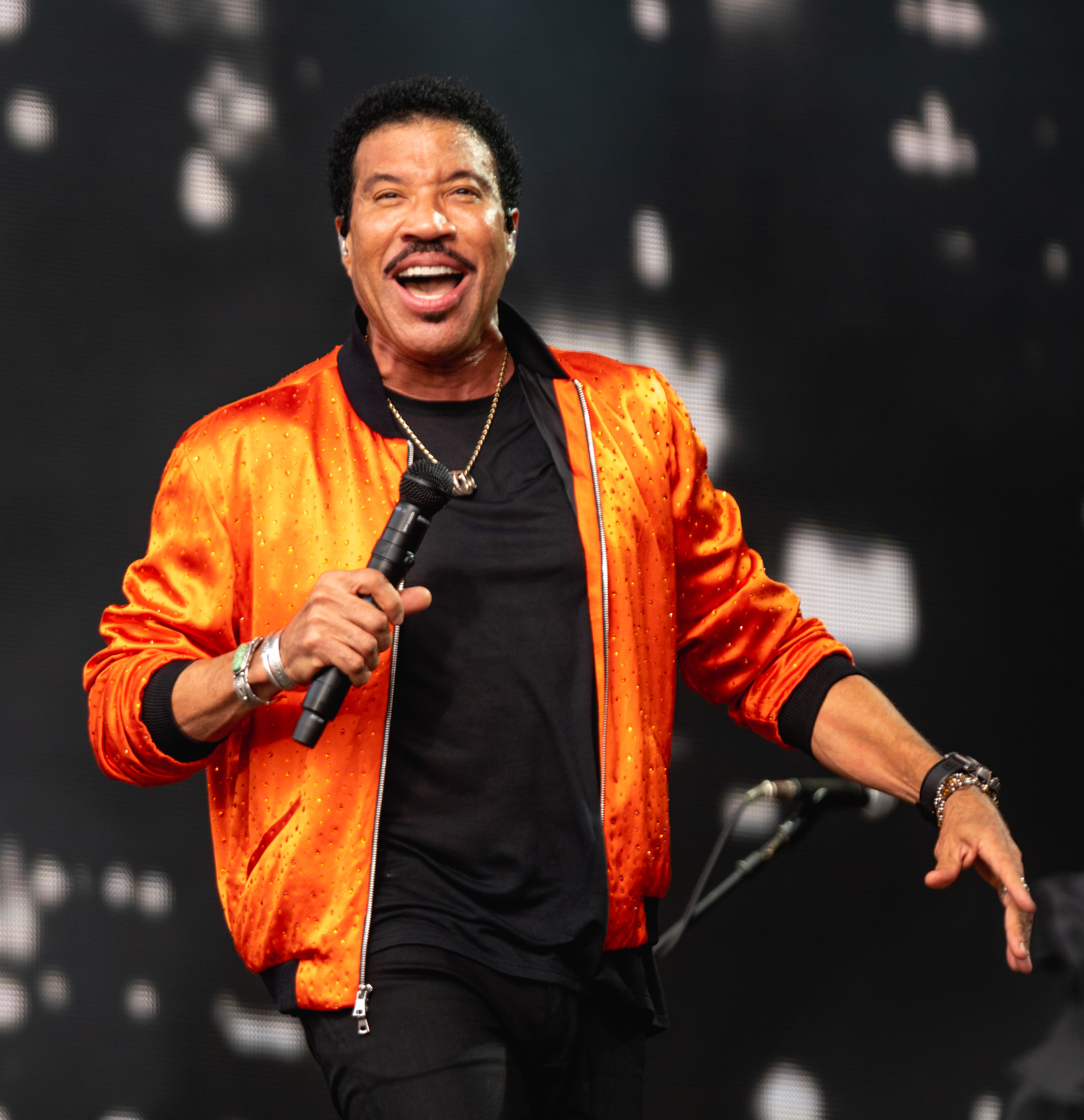
Richie en concert en 2019

Le 9 juin 2020, il est annoncé la sortie d'un film musical produit par Disney reprenant les grands succès de Lionel Richie.

## Vie privée
Le 18 octobre 1975, Richie a épousé son amour de jeunesse, Brenda Harvey. En 1983, le couple a adopté de manière informelle Nicole Camille Escovedo (maintenant Nicole Richie), la fille de deux ans d'un membre du groupe de Lionel qui était également la nièce du batteur Sheila E. Les Richie ont élevé Nicole comme leur fille et l'ont adoptée légalement lorsqu'elle avait neuf ans.
En juin 1988, Harvey a été arrêtée et accusée de blessures corporelles à un conjoint, de résistance à l'arrestation, de violation de domicile, de vandalisme, de voies de fait et de trouble à la paix après avoir trouvé Richie chez Diane Alexander à Beverly Hills. Richie et Harvey ont divorcé le 9 août 1993, après près de 18 ans de mariage. Richie s'est marié avec Diane Alexander le 21 décembre 1995. Ils ont un fils, Miles Brockman, (né le 27 mai 1994), et une fille, Sofia Richie (née le 24 août 1998). Le mariage a pris fin en 2004.
Richie a souffert de problèmes de gorge prolongés et a subi quatre interventions chirurgicales en quatre ans avant que les médecins conventionnels ne lui disent qu'il pourrait perdre sa carrière de chanteur. Il s'est alors tourné vers un docteur holistique (Dr Alex) qui a déclaré que le problème était simplement un reflux gastro-œsophagien causé par les aliments que Richie consommait avant de se coucher. 
En 2008, il est initié à la Respectable Loge Lewis Adams N°67 de la Grande Loge Prince Hall d'Alabama. Il fait un don pour la rénovation du siège de la Grande Loge.
Richie a contribué à collecter plus de 3,1 millions de dollars pour la Breast Cancer Research Foundation. Richie a raconté à la foule que sa grand-mère avait été diagnostiquée d'un cancer du sein dans ses années 80, mais qu'elle avait survécu et vécu jusqu'à l'âge de 103 ans. Il a déclaré qu'elle était son symbole d'espoir durable et la raison pour laquelle il est devenu un militant de la lutte contre le cancer du sein.

## Discographie

### Albums solo

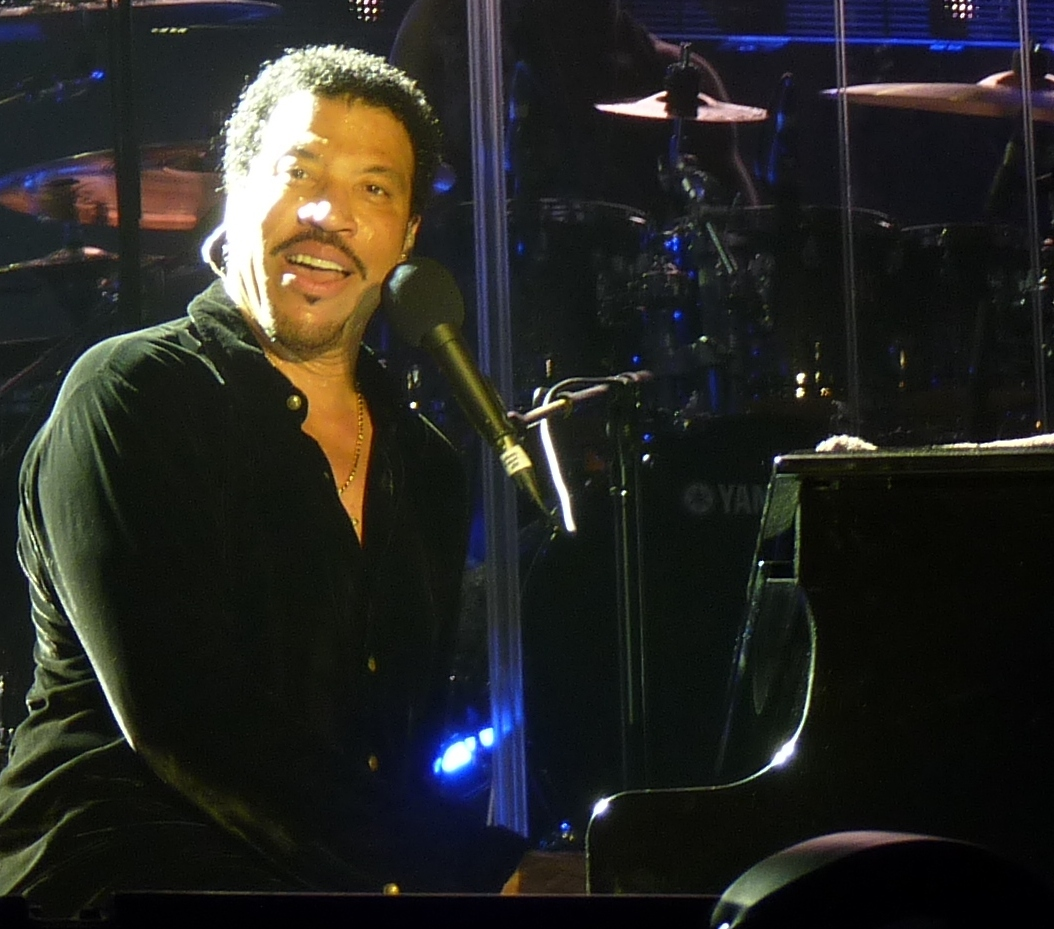
Lionel Richie lors d'un spectacle avril 2011.

- 1982 : Lionel Richie
- 1983 : Can't Slow Down
- 1986 : Dancing on the Ceiling
- 1992 : Back to Front
- 1996 : Louder Than Words
- 1998 : Time
- 2000 : Renaissance
- 2004 : Just for You
- 2006 : Coming Home
- 2009 : Just Go
- 2012 : Tuskegee

## Filmographie
- 1977 : Scott Joplin (avec The Commodores)
- 1978 : Thank God It's Friday (avec The Commodores)
- 1991 : In Bed with Madonna (documentaire)
- 1996 : The Preacher's Wife
- 1998 : Pariah
- 2027 : High in the Clouds : Gladstone (voix)

Lionel Richie a aussi participé à l'un des morceaux de la bande originale de La Maison des mille morts de Rob Zombie.